# Апелляция к природе

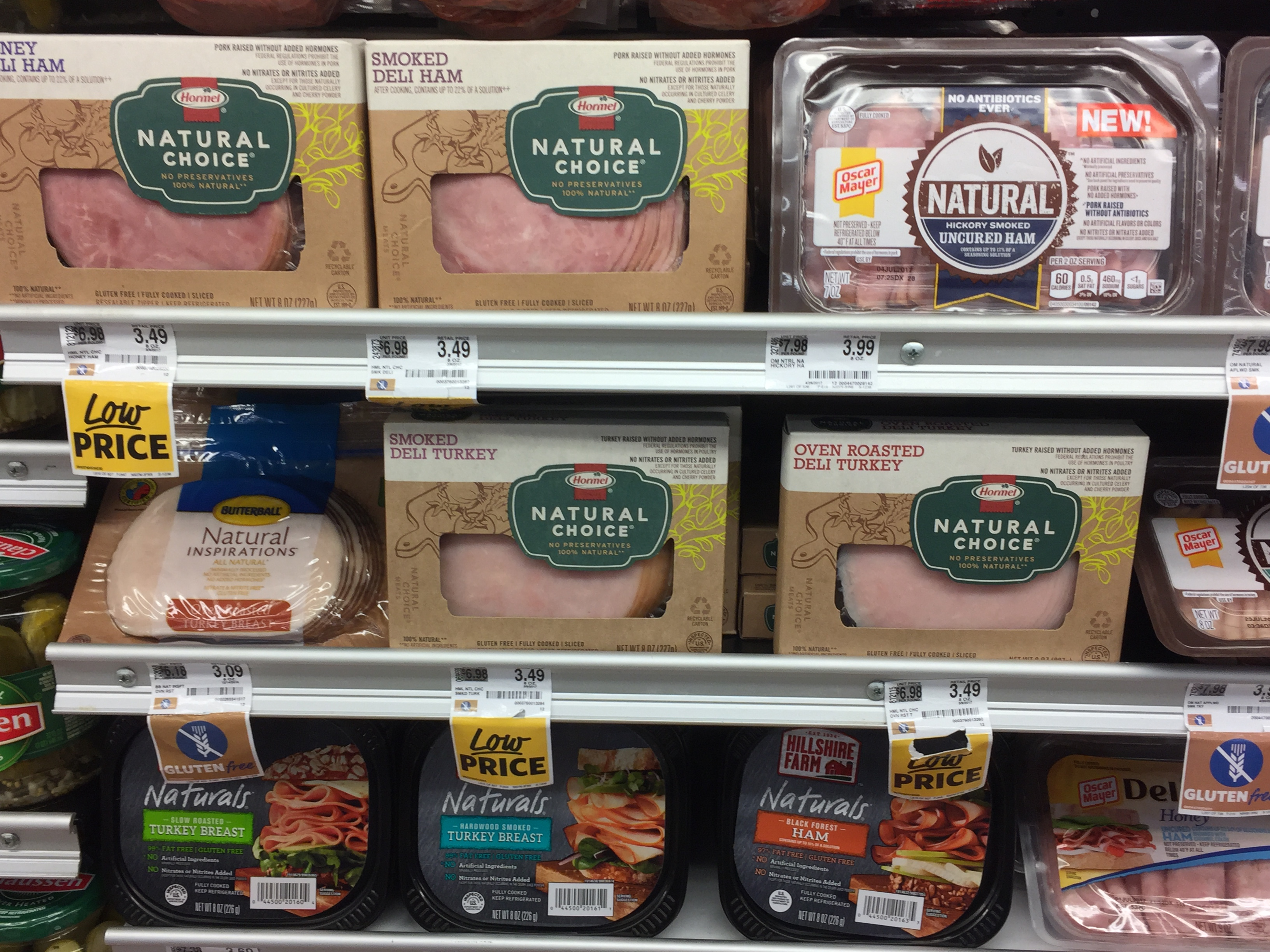
Полка супермаркета с разными брендами, рекламирующими себя в той или иной форме как «натуральные»

Апелляция к природе (лат. argumentum ad naturam) — вид ошибочной логической аргументации, приём в риторике, согласно которому всё, что естественно — однозначно хорошо, а всё что неестественно — однозначно плохо. Ошибочность этого аргумента заключается в том, что само по себе наличие какого-то явления в природе не делает его благоприятным или полезным. Точно так же, как искусственное происхождение чего-либо не означает автоматически, что оно плохо или вредоносно. Множество явлений, присутствующие в природе, считаются нежеланными даже сторонниками данного аргумента, такие как болезни, паразитизм, голод, естественный отбор, природные катаклизмы. В то же время, многие явления, отсутствующие в природе, приносят благо, такие как медицина, здравоохранение, уход за пожилыми и инвалидами, сельское хозяйство, селекция. Таким образом, сторонники апелляции к естественности используют этот аргумент выборочно, лишь в некоторых ситуациях, что исключает использование этого аргумента как универсального доказательства.

## Формы
Общая форма этого аргумента:
«Всё что естественно — хорошо.
N — естественно.
Значит N — это хорошо, или правильно.
Всё что неестественно — плохо.
N — неестественно.
Значит N — это плохо, или неправильно».
В некоторых контекстах слова «природный» или «естественный» могут быть размытыми и вести к ненамеренным ассоциациям с другими концептами. Слово «естественный» может также быть примером языкового манипулирования, так же, как и слово «нормальный», в некоторых контекстах оно может нести неявное ценностное суждение.
Мнения расходятся относительно использования этого аргумента в рациональной аргументации. Есть мнение, что данный аргумент допустимо использовать как полезный инструмент «правило большого пальца» в определенных ограниченных областях, даже если допускаются некоторые исключения. Когда такой принцип применяется в качестве эмпирической закономерности, предполагается, что естественные факторы во многих случаях обеспечивают надежные оценочные суждения о том, что хорошо, за исключением свидетельств об обратном.

## История
Представления и концепции «природного» исторически были постоянной темой для обсуждения как в науке, так и в философии. В Древней Греции законы природы воспринимались не как обобщённые описания происходящего в мире природы, а скорее в качестве норм, которым люди должны следовать. Таким образом, апелляция к природе обычно означало апелляцию к природе человека, рассматриваемого как источник норм поведения.
В Новое время философы поставили под сомнение представление, что статус людей как естественных существ должен определять или диктовать их нормативное бытие. Например, Жан-Жак Руссо утверждал, что «мы не знаем, какими наша природа позволяет нам быть». Совсем недавно Николас Компридис применил аксиому Руссо к дебатам о генетическом вмешательстве (или других видах вмешательства) в биологический базис человеческого организма: «Существует область человеческой свободы, не продиктованная нашей биологической природой, но… оставляет неясным вопрос, какими существами могут стать человеческие существа… Иными словами: что мы готовы позволить нашей природе? И на каком основании мы должны давать это разрешение?».
Компридис пишет, что натуралистический взгляд на живые существа, сформулированный как «машины, компоненты которых являются биохимическими веществами», грозит сделать единое нормативное понимание человека единственно возможным.